# NGC 6632
NGC 6632 este o galaxie situată în constelația Hercule. A fost descoperită în 24 iunie 1864 de către Albert Marth.